# Барбара Каррера
Барбара Каррера (англ. Barbara Carrera; 31 грудня 1945) — американська акторка та художниця.

## Біографія
Народилася 31 грудня 1945 року в місті Блуфілдс, Нікарагуа. Батько, Луїс Кінгсбері, працював співробітником американського посольства, мати, Флоренсія Каррера, була корінною жителькою Нікарагуа. Навчалася в Академії Святого Джозефа, у монастирській школі в Мемфісі, штат Теннессі. 
У 17 років почала кар'єру моделі. З'явилася на обкладинках таких видань, як Vogue, Paris Match, Harper's Bazaar, Playboy.
У 1975 році Барбара Каррера дебютувала в кіно у фільмі «Блискучий стрілець», який приніс їй першу номінацію на премію «Золотий глобус» у категорії найкращий акторський дебют у кіно. Знялася у таких фільмах, як «Ембріон» (1976), «Острів доктора Моро» (1977), «Я, суд присяжних» (1982), «Самотній вовк Маккуейд» (1983). Найбільш відома її роль — лиходійка Фатіма Блаш у фільмі про Джеймса Бонда «Ніколи не кажи ніколи» (1983), за яку вона отримала ще одну номінацію на премію «Золотий глобус» у категорії найкраща акторка другого плану. На телебаченні знялася в популярному телесеріалі «Даллас» (1985-86).
Барбара Каррера також є художницею, її портрети були виставлені у знаменитому Голлівудському Музеї у квітні-травні 2002 року.

## Особисте життя
Каррера була одружена тричі: Барон Отто фон Курт Гоффман (1966-1972), Ува Барден (1972-1976), Ніколас Марк Мавролеон II (16 березня 1983-?).

## Фільмографія
| Рік       |    | Українська назва               | Оригінальна назва                        | Роль                      |
| --------- | -- | ------------------------------ | ---------------------------------------- | ------------------------- |
| 1970      | ф  | Загадка незаконнонародженого   | Puzzle of a Downfall Child               | Ті Джей Бреді             |
| 1975      | ф  | Блискучий стрілець             | The Master Gunfighter                    | Юла                       |
| 1976      | ф  | Ембріон                        | Embryo                                   | Вікторія Спенсері         |
| 1977      | ф  | Острів доктора Моро            | The Island of Dr. Moreau                 | Марія                     |
| 1978—1979 | с  | Сторіччя                       | Centennial                               | Клей Баскет               |
| 1980      | ф  | Коли час закінчився            | When Time Ran Out...                     | Іолані                    |
| 1981      | ф  | Людина-кондор                  | Condorman                                | Наталія                   |
| 1981      | тф | Масада                         | Masada                                   | Шева                      |
| 1982      | с  | Метт Х'юстон                   | Matt Houston                             | Серена Гамбаччі           |
| 1982      | ф  | Я, суд присяжних               | I, the Jury                              | доктор Шарлотта Беннетт   |
| 1983      | ф  | Самотній вовк Маккуейд         | Lone Wolf McQuade                        | Лола Річардсон            |
| 1983      | ф  | Ніколи не кажи ніколи          | Never Say Never Again                    | Фатіма                    |
| 1984      | тф | Гріхи минулого                 | Sins of the Past                         | Террі Галлоран            |
| 1985      | ф  | Дикі гуси 2                    | Wild Geese II                            | Каті Лукас                |
| 1985—1986 | с  | Даллас                         | Dallas                                   | Анжеліка Неро             |
| 1987      | с  | Детектив Майк Хаммер           | Mike Hammer                              | Клейр Морган              |
| 1987      | ф  | Любов у небезпеці              | Love at Stake                            | Фейт Стюарт               |
| 1987      | ф  |                                | The Under Achievers                      | Кетрін                    |
| 1988      | тф | Емма: Королева південних морів | Emma: Queen of the South Seas            | Емма Коу                  |
| 1989      | ф  | Зла мачуха                     | Wicked Stepmother                        | Рісцилла                  |
| 1989      | ф  | Герой-коханець                 | Loverboy                                 | Алекс Барнетт             |
| 1990      | тф | Убивство в раю                 | Murder in Paradise                       | Емма Дантон               |
| 1992      | тф | Томагавк                       | Lakota Moon                              | Стілл Вотер               |
| 1993      | ф  | Місце нанесення удару          | Point of Impact                          | Єва Ларго                 |
| 1994      | с  |                                | Fortune Hunter                           | Президент Ізабелла Дуарте |
| 1994      | ф  | Клубок                         | Tryst                                    | Джулія                    |
| 1994      | ф  | Ніч лучника                    | Night of the Archer                      | Вікторія де Флері         |
| 1995      | ф  | Російська рулетка — Москва 95  | Russian Roulette - Moscow 95             |                           |
| 1995      | тф | Костоправ                      | Sawbones                                 | Ріта Болдвін              |
| 1996      | тф |                                | The Rockford Files: Godfather Knows Best | Елізабетт Фама            |
| 1996      | ф  | Італійські коханці             | Love Is All There Is                     | Марія Малачічі            |
| 1998      | с  | Військово-юридична служба      | JAG                                      | Марчелла Пареті           |
| 1998      | ф  | Пробудження Гортона            | Waking Up Horton                         | Ізольда                   |
| 1999      | ф  | Нові пригоди янкі в Африці     | Alec to the Rescue                       | Мадам Вонг                |
| 2000      | с  | Шоу 70-х                       | That '70s Show                           | Барбара                   |
| 2000      | ф  |                                | Coo Coo Cafe                             |                           |
| 2002      | ф  | Аерофобія                      | Panic                                    | Бернадетт                 |
| 2004      | с  | Справедлива Емі                | Judging Amy                              | Франческа Мессіна         |
| 2004      | ф  | Рай                            | Paradise                                 | Кетрін                    |